# Krupski Młyn

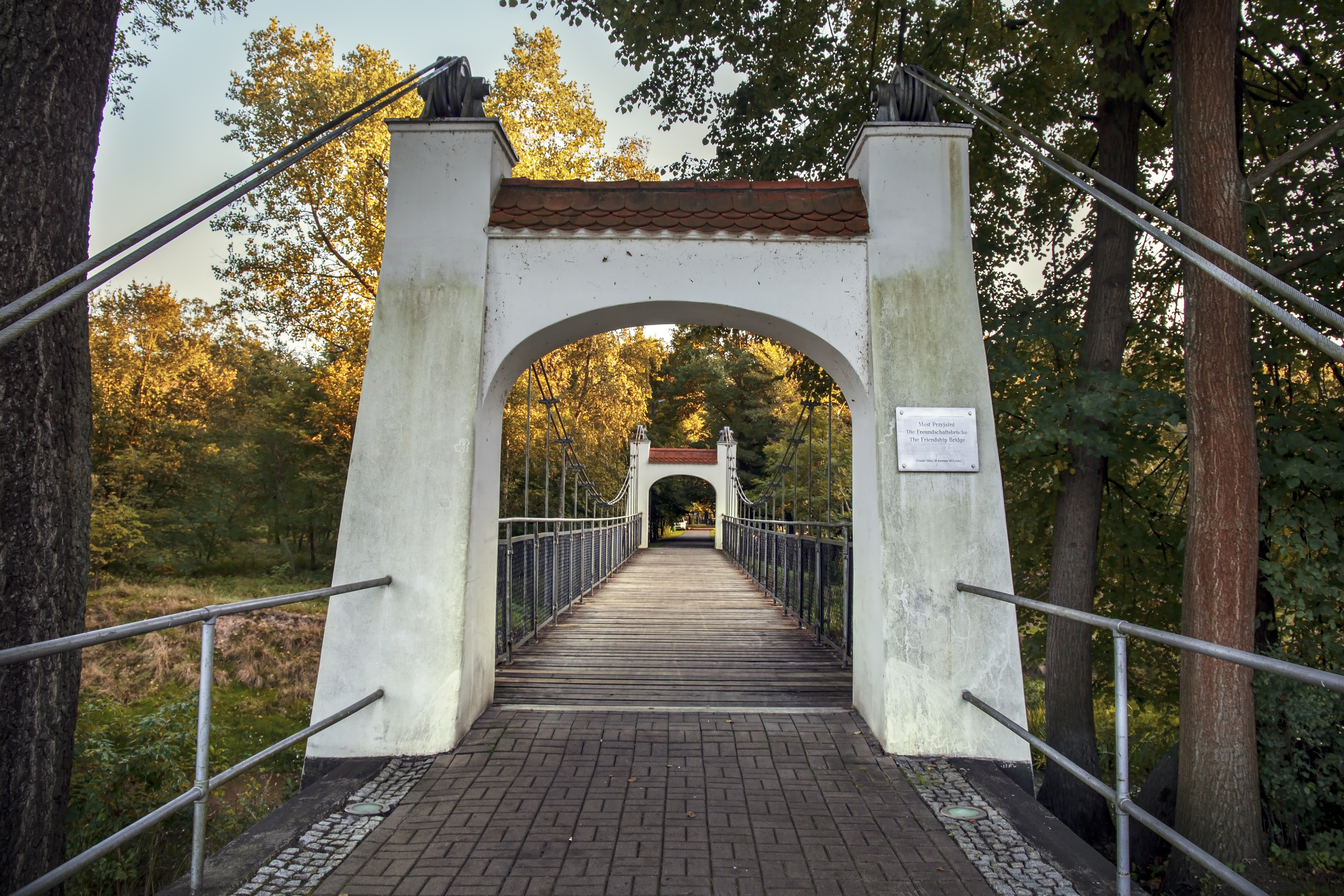
Schorsing Brug

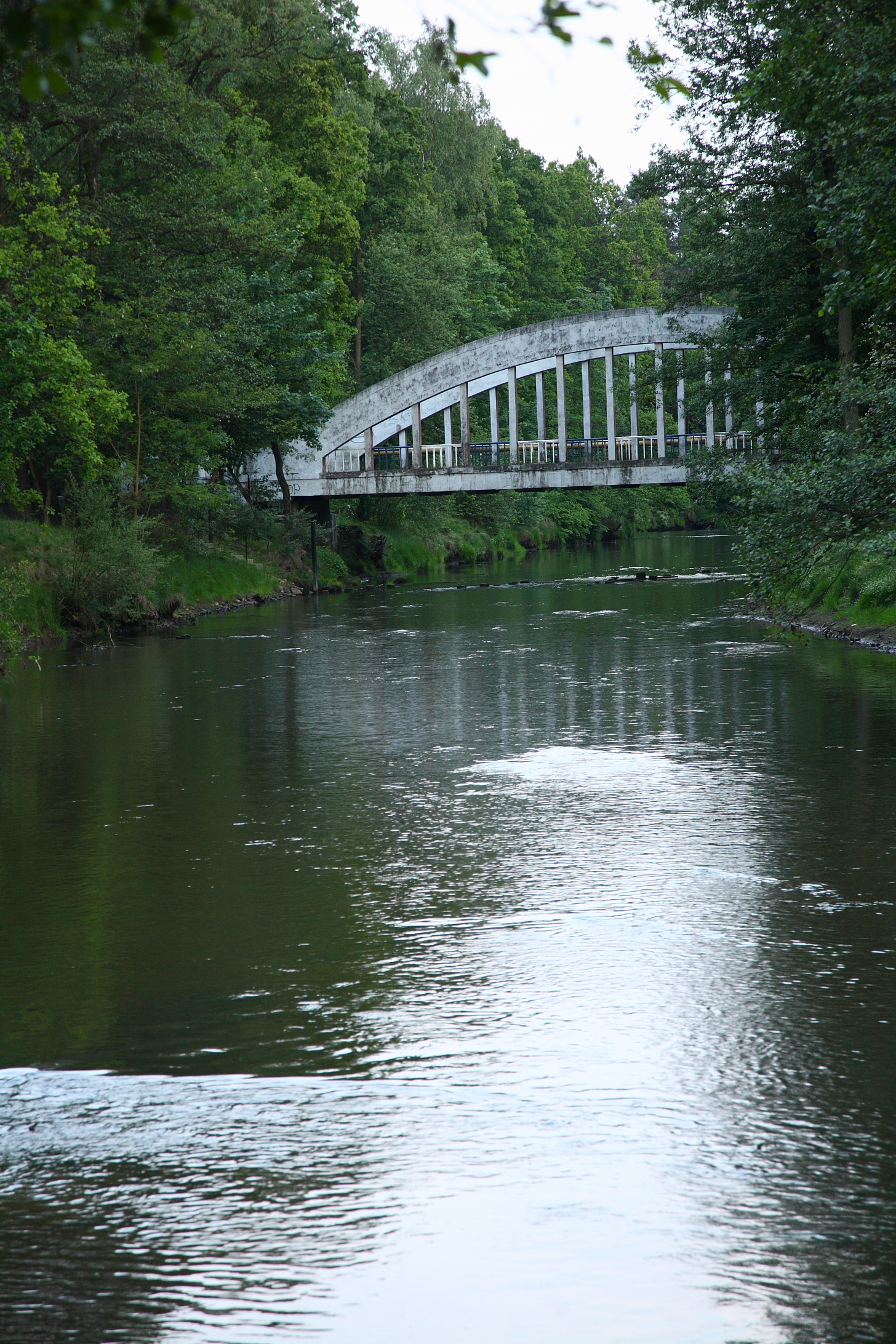
Malapane met Krupski Młyn

Krupski Młyn is een dorp in het Poolse woiwodschap Silezië, in het district Tarnogórski. De plaats maakt deel uit van de gemeente Krupski Młyn.